# Bustul lui Dimitrie Bolintineanu din Bolintin Vale
Bustul lui Dimitrie Bolintineanu din Bolintin Vale este un monument istoric aflat pe teritoriul orașului Bolintin Vale.